# بين كيني
بين كيني (بالإنجليزية: Ben Kenney)‏ هو مغني وعازف قيثارة أمريكي، ولد في 12 مارس 1977 في بريله في الولايات المتحدة.

## وصلات خارجية
- بين كيني على موقع IMDb (الإنجليزية)
- بين كيني على موقع ميوزك برينز (الإنجليزية)
- بين كيني على موقع ديسكوغز (الإنجليزية)
- بين كيني على موقع قاعدة بيانات الفيلم (الإنجليزية)